# Jerzy Fegler
Jerzy Fegler (ur. 2 lutego 1899 w Chersoniu, zm. 24 września 1958 w Cambridge) – major lekarz Wojska Polskiego i Polskich Sił Powietrznych w Wielkiej Brytanii, lekarz fizjolog, docent doktor.

## Życiorys
W 1924 na Uniwersytecie Warszawskim uzyskał dyplom doktora wszech nauk lekarskich, już od 1923 był młodszym asystentem w Zakładzie Fizjologii Uniwersytetu Warszawskiego. Po uzyskaniu dyplomu od 1924 przez dwa lata był młodszym ordynatorem Oddziału Chorób Wewnętrznych Szpitala Ujazdowskiego w Warszawie. W 1926 objął funkcję eksperymentatora, a w późniejszym czasie kierownika Pracowni Fizjologicznej Wojskowego Instytutu Przeciwgazowego. Od 1935 do 1937 kierował Pracownią Fizjologii Wojskowego Instytutu Medycyny Lotniczej w Warszawie. W 1936 na Uniwersytecie Warszawskim przedstawił rozprawę habilitacyjną z zakresu fizjologii, rok później otrzymał mianowanie na profesora fizjologii ogólnej i eksperymentalnej Uniwersytetu Jagiellońskiego. Na stopień majora został mianowany ze starszeństwem z 1 stycznia 1936 i 23. lokatą w korpusie oficerów sanitarnych, grupa lekarzy. W marcu 1939 pozostawał w stanie nieczynnym.
Po wybuchu II wojny światowej przez Francję dotarł do Wielkiej Brytanii, gdzie od 1941 był współorganizatorem, a następnie profesorem fizjologii na Polskim Wydziale Lekarskim na Uniwersytecie w Edynburgu, oficerem lekarzem Polskich Sił Powietrznych. Posiadał numer służbowy RAF P-0178. Od 1947 pracował w Agricultural Research Council, Institute of Animal Physiology w Cambridge.
Do 1956 opublikował 47 prac naukowych.

## Ordery i odznaczenia
- Krzyż Walecznych[1]
- Medal Niepodległości[1]